# Arrondissement Saint-Julien-en-Genevois
Saint-Julien-en-Genevois is een arrondissement van het Franse departement Haute-Savoie in de regio Auvergne-Rhône-Alpes. De onderprefectuur is Saint-Julien-en-Genevois.
Tussen 1860 (de aanhechting bij Frankrijk) en het einde van de Eerste Wereldoorlog lag het grootste deel van het arrondissement in de Grande Zone Franche, een douanevrije zone met Zwitserland.

## Kantons
Het arrondissement was tot 2014 samengesteld uit de volgende kantons:
- Kanton Annemasse-Nord
- Kanton Annemasse-Sud
- Kanton Cruseilles
- Kanton Frangy
- Kanton Reignier-Ésery
- Kanton Saint-Julien-en-Genevois
- Kanton Seyssel

Na de herindeling van de kantons bij decreet van 13 februari 2014, met uitwerking op 22 maart 2015, omvat het volgende kantons :
- Kanton Annemasse
- Kanton Bonneville  ( deel 1/20 )
- Kanton Gaillard
- Kanton La Roche-sur-Foron  ( deel 18/27 )
- Kanton Saint-Julien-en-Genevois